# Das Quiz mit Jörg Pilawa

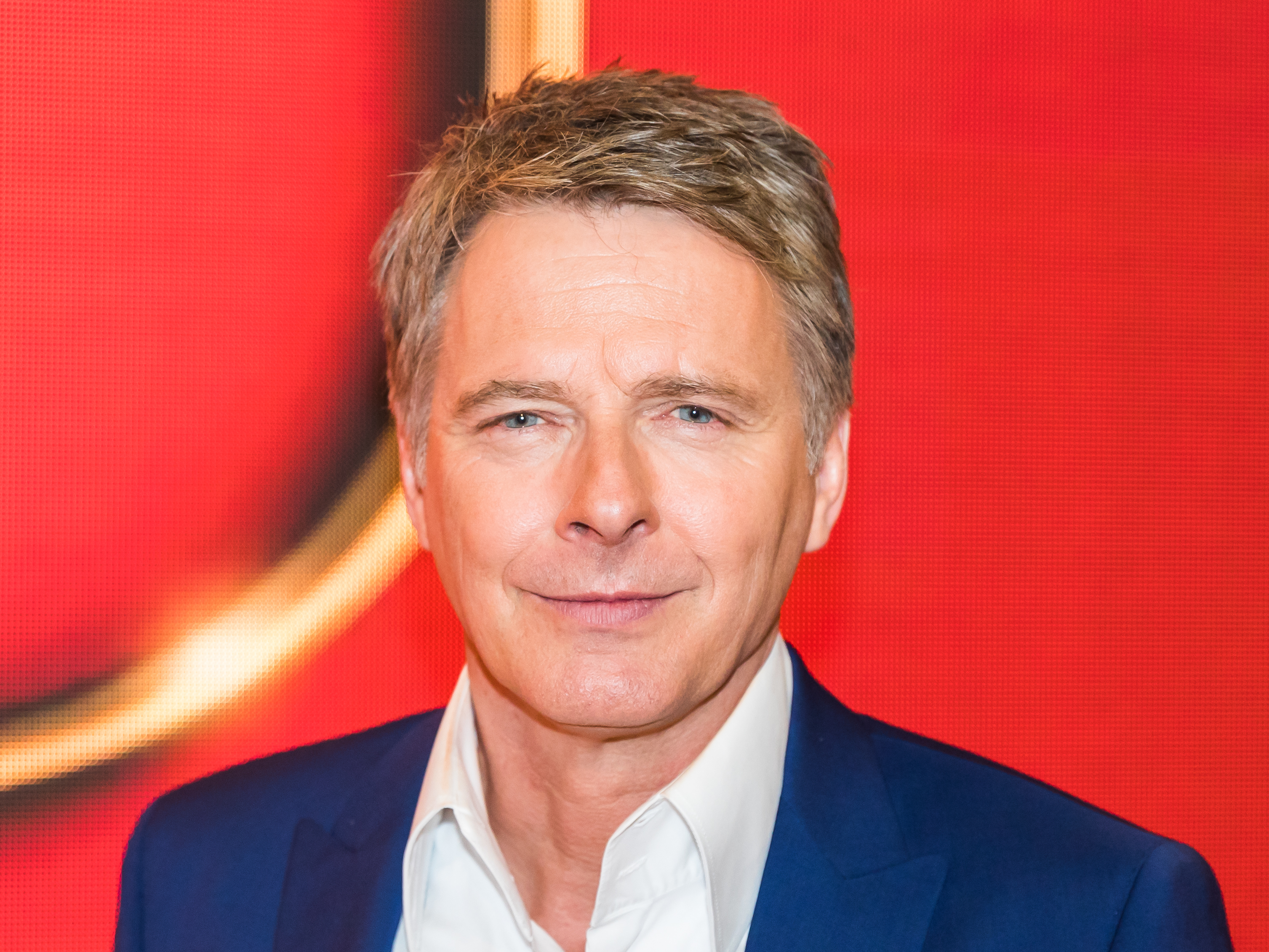
Moderator Jörg Pilawa

Das Quiz mit Jörg Pilawa war eine Quizsendung der ARD. Zunächst wurde sie von 2001 bis 2010 dienstags bis freitags im Vorabendprogramm des Ersten ausgestrahlt und hatte nach Angaben der GfK regelmäßig rund fünf Millionen Zuschauer. Von November 2020 bis April 2021 wurde eine Neuauflage im Nachmittagsprogramm montags bis freitags ab 16:10 Uhr ausgestrahlt.

## Produktion der Sendung
Am 25. Juli 2001 wurde die Ursprungsversion der Sendung zum ersten und am 7. September 2010 zum vorerst letzten Mal ausgestrahlt. Am 26. Oktober 2006 wurde anlässlich der 1000. Sendung eine Jubiläumsfolge mit Rückblicken auf die Höhepunkte der letzten fünf Jahre ausgestrahlt.
Ab dem 30. November 2020 wurden neue Folgen im Rahmen einer Neuauflage ausgestrahlt. Die Sendung wurde im Auftrag der ARD unter Federführung des Norddeutschen Rundfunks von der Herr P. GmbH produziert, bei der Pilawa einer der Geschäftsführer ist. Die Sendung wurde von Jörg Pilawa moderiert. Die Folgen der Neuauflage wurden aufgrund der COVID-19-Pandemie zunächst ohne Studiopublikum aufgezeichnet. Zur Steigerung des Unterhaltungswertes wurden nach eigener Aussage Pilawas, Applauseinlagen des Produktionsteams eingespielt. Die Sendung wurde wie die Ursprungsversion im Studio Hamburg produziert, jedoch wurden die ersten Folgen in den Nobeo TV-Studios in Hürth bei Köln aufgezeichnet.
Am 30. Januar 2021 wurde um 20:15 Uhr im Rahmen der Neuauflage ein Prominenten-Special ausgestrahlt. Zu Gast waren der Schauspieler Hans Sigl und seine Ehefrau Susanne Sigl, Alec Völkel und Sascha Vollmer von der Band The BossHoss, die ehemalige Eiskunstläuferin Katarina Witt und der ehemalige Boxer Henry Maske, Sängerin Vicky Leandros und ihre Tochter Sandra von Ruffin sowie die beiden Comedians Paul Panzer und Atze Schröder. Die Prominenten erspielten insgesamt 125.000 Euro, wobei Paul Panzer und Atze Schröder den Hauptgewinn von 50.000 Euro erspielt haben.

## Spielverlauf
Es tritt ein Kandidatenpaar an, die Fragen werden im Wechsel jeweils zunächst einem der beiden Kandidaten gestellt. Dieser hat die Wahl zwischen vier vorgegebenen Antwortalternativen. Nachdem er sich auf eine Antwort festgelegt hat, kann der andere Kandidat die Antwort bestätigen oder ein „Veto“ einlegen. In diesem Fall hat er die Möglichkeit, eine andere Antwort zu wählen oder die Frage zu tauschen und daraufhin eine neue Frage derselben Stufe gestellt zu bekommen. Dabei dürfen die Kandidaten sich nicht beraten, miteinander sprechen oder Körperkontakt haben. Jedes Kandidatenpaar hat bei Spielbeginn vier Vetos, wobei eines davon als Tauschveto eingesetzt werden kann, um eine neue Frage zu erhalten. Das Tauschveto kann alternativ auch dazu verwendet werden, um eine andere Antwort zu wählen, sofern alle anderen Vetos bereits genutzt wurden. Hat das Kandidatenpaar alle Vetos aufgebraucht, darf bei jeder Frage nur noch einer der Kandidaten antworten.
Es gibt zwölf Gewinnstufen. Das Kandidatenpaar durfte sich zu Beginn des Spiels in der Ursprungsversion zwei und in der Neuauflage eine Gewinnstufe als sogenannte Sicherheitsstufe aussuchen. Nach Erreichen einer Gewinnstufe ist die jeweilige Geldsumme sicher, auch wenn später eine falsche Antwort gegeben wird. Anders als in der RTL-Sendung Wer wird Millionär? kann das Kandidatenpaar, nachdem eine Frage vorgelesen wurde, jedoch nicht mehr aussteigen. Das Team muss also vor jeder Frage entscheiden, ob es weiterspielen oder das Spiel mit der erreichten Gewinnsumme beenden will.
In der Neuauflage beantwortet ein Team zu Beginn der Show zusätzlich eine offene Quizfrage, für die es 10 Sekunden Bedenkzeit hat und sich in dieser Zeit beraten darf. Wird die Frage falsch oder nicht beantwortet, ist das Spiel sofort vorbei. Wird diese Frage richtig beantwortet, wird dem Team ein Wunsch erfüllt, den es zuvor auf einer sogenannten „Wunschkarte“ Jörg Pilawa beim Auftritt im Studio übergibt, und das Team darf weiterspielen. Scheidet ein Team dann später noch vor dem Erreichen der Gewinnstufe aus, erhält es im Gegensatz zur Ursprungsversion zumindest den Wunsch auf seiner Wunschkarte erfüllt und geht nicht komplett leer aus.
In der Sendung vom 3. März 2021 wurden die Regeln erneut geändert. Die Wunschfrage wurde durch eine Qualifikationsrunde, in der zwei Kandidatenpaare in einem direkten Duell gegeneinander antreten, ersetzt. Es werden solange Multiple-Choice-Fragen gestellt, bis ein Team sieben Fragen richtig beantwortet hat. Bevor die Frage vorgelesen wird, werden zuerst die Antwortmöglichkeiten gezeigt. Die Kandidaten haben zehn Sekunden Zeit, um ihre Antwort einzuloggen. Das Team, das innerhalb der Zeitbegrenzung schneller korrekt antwortet, erhält einen Punkt. Das Kandidatenpaar, das als erstes sieben Punkte erreicht, spielt in der Hauptrunde. Die beiden anderen Kandidaten scheiden ohne Gewinn aus der Sendung aus. Zudem können – wie in der Ursprungsversion – in der Hauptrunde wieder zwei Sicherheitsstufen gewählt werden.

## Gewinnstufen
|             | 2001       | 2002 bis 2010 | 30. November 2020 bis 2. März 2021 | seit 3. März 2021   |
| ----------- | ---------- | ------------- | ---------------------------------- | ------------------- |
| Wunschfrage | -          | -             | Persönlicher Wunsch                | Qualifikationsrunde |
| 1. Frage    | 500 DM     | 500 Euro      | 100 Euro                           | 100 Euro            |
| 2. Frage    | 1.000 DM   | 1.000 Euro    | 500 Euro                           | 500 Euro            |
| 3. Frage    | 2.000 DM   | 2.000 Euro    | 1.000 Euro                         | 1.000 Euro          |
| 4. Frage    | 3.000 DM   | 3.000 Euro    | 2.000 Euro                         | 2.000 Euro          |
| 5. Frage    | 5.000 DM   | 5.000 Euro    | 3.000 Euro                         | 3.000 Euro          |
| 6. Frage    | 10.000 DM  | 10.000 Euro   | 5.000 Euro                         | 5.000 Euro          |
| 7. Frage    | 20.000 DM  | 15.000 Euro   | 7.500 Euro                         | 7.500 Euro          |
| 8. Frage    | 30.000 DM  | 20.000 Euro   | 10.000 Euro                        | 10.000 Euro         |
| 9. Frage    | 50.000 DM  | 30.000 Euro   | 15.000 Euro                        | 15.000 Euro         |
| 10. Frage   | 100.000 DM | 50.000 Euro   | 20.000 Euro                        | 20.000 Euro         |
| 11. Frage   | 250.000 DM | 100.000 Euro  | 30.000 Euro                        | 30.000 Euro         |
| 12. Frage   | 500.000 DM | 300.000 Euro  | 50.000 Euro                        | 50.000 Euro         |

Die Sicherheitsstufen, die in der Version von 2002 bis 2010 am häufigsten ausgewählt wurden, waren 5.000 und 20.000 Euro. Die mutigsten Kandidaten wählten 30.000 Euro als erste und 100.000 Euro als zweite Stufe. Die Sicherheitsstufen, die in der Version seit 2020 am häufigsten ausgewählt wurden, waren 5.000 und 7.500 Euro. Die mutigsten Kandidaten wählten 10.000 Euro als Gewinnstufe.

## Quoten
Die erste Folge der Neuauflage am 30. November 2020 erreichte mit 1,02 Millionen Zuschauern einen Marktanteil von 8,0 Prozent. Bei den 14- bis 49-Jährigen erzielte die Sendung an diesem Tag mit 0,11 Millionen Zuschauern einen Marktanteil von 4,9 Prozent.
Das Prominenten-Special am 30. Januar 2021 verfolgten 5,04 Millionen Zuschauer, was einem Marktanteil von 16,4 Prozent entsprach.

## Ableger

### Star Quiz
Vom November 2002 bis zum August 2012 wurde ein Ableger der Sendung in unregelmäßigen Abständen im Hauptprogramm der ARD als Star Quiz ausgestrahlt, der ebenfalls von Jörg Pilawa moderiert wurde. In jeder Folge spielten zwölf Prominente paarweise um bis zu 150.000 Euro für einen guten Zweck. Gäste der Sendung vom 12. Januar 2006 waren Tom Buhrow, Kurt Beck, Petra Gerster, Wladimir Klitschko, Ursula von der Leyen, Ulf Merbold, Uwe Ochsenknecht, Christoph M. Ohrt, Dietmar Schönherr und Jutta Speidel.
Nach dem Wechsel von Jörg Pilawa zum ZDF übernahm im Januar 2011 Kai Pflaume die Moderation der Sendung.

### Das Junior Quiz mit Jörg Pilawa
Im Dezember 2007 und 2008 wurde ein weiterer Ableger der Sendung im Hauptprogramm der ARD als Das Junior Quiz mit Jörg Pilawa ausgestrahlt, der ebenfalls von Jörg Pilawa moderiert wurde. In der Sendung traten Kinder im Alter zwischen 10 und 13 Jahren an, die bis zu 50.000 Euro gewinnen konnten. Die erspielte Gewinnsumme wurde erst mit Erreichen der Volljährigkeit ausgezahlt.
Im Dezember 2007 wurden eine Woche Spezialfolgen gesendet, u. a. eine Kinderausgabe sowie mit Prominenten der Daily-Soap Sturm der Liebe.

## Kurioses
Das Kandidatenteam der allerersten Show 2001 waren zwei Arbeitskollegen, die für die Berliner Stadtreinigung tätig sind. Sie gewannen 3.000 D-Mark. Dieses Team trat abermals als erstes Kandidatenpaar in der Neuauflage am 30. November 2020 an und gewann 5.000 Euro.